# Stronnictwo Postępowo-Demokratyczne
Stronnictwo Postępowo-Demokratyczne, česky Pokrokově demokratická strana, též polští pokrokoví demokraté, byla menší liberální politická strana působící v letech 1911–1918 mezi polskou populací tehdejšího Rakouska-Uherska.

## Historie
Vznikla roku 1911 odchodem části členstva z Polské demokratické strany (Polskie Stronnictwo Demokratyczne). Ještě v září 1911 se polští pokrokoví demokraté uvádějí coby křídlo Polské demokratické strany. Konali tehdy poradu za účasti Hipolita Śliwińského a rektora Pawlewského. Frakce tehdy protestovala proti tomu, že není svoláván Haličský zemský sněm a vyzvala k volební reformě a k národnostní dohodě mezi Poláky a Rusíny v Haliči.
Za první světové války byla strana členem organizace Naczelny Komitet Narodowy. Mezi její hlavní postavy patřili Hipolit Śliwiński, Władysław Sikorski nebo Bronisław Laskownicki. Tiskovými orgány byl list Wiek Nowy. Po roce 1918 přestala vyvíjet aktivity.